# 社長になった若大将
『社長になった若大将』（しゃちょうになったわかだいしょう）は、TBS系列で1992年4月16日から7月30日に放送されたテレビドラマ。

## 概要
映画『若大将シリーズ』の後日談という設定の異色作で、舞台となる会社も田能久（たのきゅう）商事となっている。
田能久商事キャンペーンガール役で松嶋菜々子が女優デビューしている。
裏番組に『とんねるずのみなさんのおかげです』を擁したため、視聴率は低迷し、2クール（24 - 26回）の予定が16回で打ち切りとなった。そのため、路線をサスペンスに変更した『夏の嵐!』を、引き続き加山主演で放送した。

## 出演
田沼家
- 田沼雄一：加山雄三
- 田沼近子：酒井和歌子
- 田沼勇介：早川亮
- 田沼由里：古柴香織（現：美栞了）
- 小島とき（お手伝い）：楠トシエ

田能久商事・営業部
- 正村順二・部長：谷啓
- 保良大三郎・課長：小松政夫
- 雅村鶴吉：せんだみつお
- 熊田真佐加：小倉久寛
- 中野圭子：安永亜衣
- 松波香織：高取茉南（現：三浦聡子）
- 清水良子：芝山幸子
- 佐山光一：北見誠
- 町田泰治：八木橋修

田能久商事・宣伝部
- 石松愛・部長：秋野暢子
- 花野すみれ：ダンプ松本
- 川原ひとみ：遠藤美佐子
- 藤木美和：松嶋菜々子

田能久商事・秘書課
- 犬丸治郎：犬塚弘
- チーホー：蓮舫
- 前宮春樹：尾美としのり

田能久商事・関西支社
- 黒駒勝三郎：西岡徳馬
- 鷲坂部長：芦屋小雁

すき焼き「田能久」
- 板橋長太郎・板長：佐野浅夫
- 板橋春子・女将：赤木春恵
- 松代：山下志麻
- 竹乃：吉井丈絵
- 梅子：彩木優花

カラオケ・スナック「君といつまでも」
- ザ・ワイルドワンズ：加瀬邦彦、鳥塚繁樹、島英二、植田芳暁

クラブ「まどんな」
- 山内しのぶ：川島なお美
- 尾崎佳子：奈良富士子
- 一ツ木商事・毒島三太郎：船戸順

待合「袖垣」
- 稲村三千代：酒井和歌子（二役）
- 稲村亜美：貴田麻耶
- 稲村艶・大女将：藤間紫
- 力弥：鮎川いずみ
- きんぎょ：北原歩
- 木下藤吉：左とん平
- 権堂泰造：高松英郎
- 織部寿光：森繁久彌（特別出演）

## 主題歌
- オープニング：「オヤジの背中」
- エンディング：「やがて調べになって」

共に、作詞：山上路夫、作曲：弾厚作、歌：加山雄三
なお、どの回からは不明だが、途中から「オヤジの背中」がエンディングで歌われるようになって「やがて調べになって」は歌われなくなり、オープニングでは「オヤジの背中」のインストゥルメンタルに乗せて、番組タイトルの表示と、スポンサー紹介を行うのみになった。

## スタッフ
- 企画：逸見稔
- 原案：葉村彰子、田波靖男
- 脚本：葉村彰子、田波靖男、松木ひろし、江連卓
- 演出：五木田亮一、中山秀一、藤本一彦
- 音楽：佐藤允彦
- 製作：オフィス・ヘンミ、TBS

## 映像ソフト化
2006年11月に東宝から「TVシリーズ DVD-BOX 社長になった若大将」（4枚組）としてDVD化されている。
| TBS系 木曜21枠ドラマ | TBS系 木曜21枠ドラマ | TBS系 木曜21枠ドラマ |
| 前番組               | 番組名               | 次番組               |
| -------------------- | -------------------- | -------------------- |
| HOTEL（第2シリーズ） | 社長になった若大将   | 夏の嵐!              |